# Reichenthal
Reichenthal là một đô thị thuộc huyện Urfahr-Umgebung thuộc bang Oberösterreich, Áo. Đô thị Reichenthal có diện tích 19 km², dân số thời điểm năm 2006 là 1434 người.